# Achozen
Achozen [udtalt: UH-choh-zen] (stavet AcHoZeN) er et musikprojekt af System of a Downs bassist Shavo Odadjian, Wu-Tang Clan medlemmet RZA, Killarmy medlemmet Kinetic 9, og Reverend William Burke. Gruppens debutalbum har været undervejs i flere år og selve den fremtidige udgivelse er meget tvivlende efter genforeningen af System of a Down, hvor Odadjian er forpligtet.

## Medlemmer
- Shavo Odadjian — Vokal, guitar
- RZA — Vokal, keyboards, sampler, guitar
- Kinetic 9 — Vokal
- Reverend William Burke — Vokal

## Diskografi
- Under afventning: The Album (TBA)[1]

## Fodnoter
1. ↑  SYSTEM OF A DOWN Bassist Releases New ACHOZEN Song (Webside ikke længere tilgængelig) blabbermouth.net (Roadrunner Records), 13. november, 2009– hentet 1. december, 2009.